# Latavious Williams
Latavious Williams (Starkville, Estats Units, 29 de març de 1989) és un jugador professional de bàsquet estatunidenc que juga a la posició de pivot.

## Trajectòria
El 29 d'agost de 2014 es va fer públic el seu fitxatge pel Bilbao Basket per a la temporada 2014-15 de la lliga ACB.

### Clubs
- Temporada 2009-2010: Tulsa 66ers,  Estats Units (D-League)
- Temporada 2010-2011: Tulsa 66ers,  Estats Units (D-League)
- Temporada 2011-2012: Club Joventut de Badalona (ACB)
- Temporada 2012-2013: Brose Baskets,  Alemanya (Lliga alemanya de bàsquet i Eurolliga). Abandona l'equip al desembre.
- Temporada 2012-2013: Cajasol de Sevilla[2] (ACB i ULEB EuroCup). Arriba a l'equip al desembre.
- Temporada 2013-2014: Cajasol de Sevilla (ACB). Abandona l'equip al desembre.
- Temporada 2013-2014: Bilbao Basket (ACB)

### Distincions Individuals
- Temporada 2011-12. Club Joventut de Badalona. ACB. Jugador més espectacular.